# 千仓连山
千仓连山（日语：／）或卡尔平斯基山脉（俄语：Хребет Карпинского）是萨哈林州北库里尔斯克区幌筵島的山脉，长32公里，最高点千仓岳海拔1816米。在该山脉上，分布着马背山（利奇科夫山）、云雾山（巴尔科夫山）、斧ヶ岳（托波普山）、龙头山（别洛乌索夫山）、赤岳（阿尔汉格尔斯基山）、释迦ヶ岳（沙特斯基山）、冠岳（罗蒙诺索夫山）、猫山（帕夫洛夫山）、白烟山（卡尔平斯基山）、大硫黄山（塔塔里洛夫火山）和千仓岳。俄语名以亚历山大·彼得罗维奇·卡尔平斯基院士命名。